# Violet Oakley
Violet Oakley (10 de junio de 1874 – 25 de febrero de 1961) fue la primera mujer estadounidense en recibir una comisión para un mural público. Durante el primer cuarto del siglo XX, fue reconocida como pionera en el muralismo, un campo que era exclusivamente masculino.  Oakley se destacó en murales y diseño de vitrales que abordaban temas de historia y literatura en un estilo neorrenacentista.

## Biografía

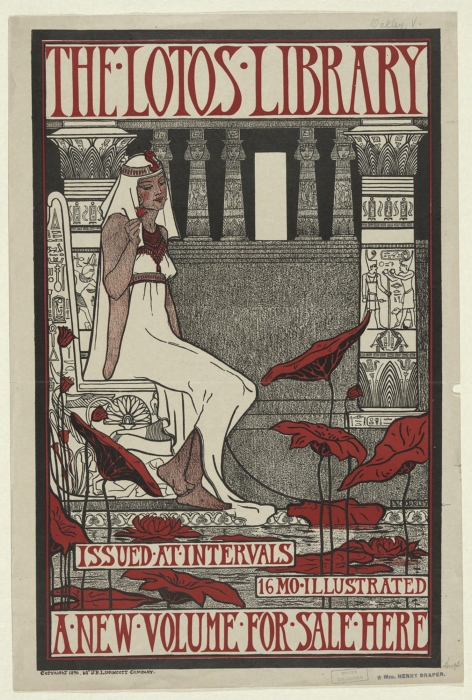
Litografía realizada por Oakley para The Lotos Library (1896)

Oakley nació en Bergen Heights (una parte de Jersey City), New Jersey, en una familia de artistas. Sus padres eran Arthur Edmund Oakley y Cornelia Swain. Sus dos abuelos eran miembros de la Academia Nacional de Diseño. En 1892 estudió en la Liga de Estudiantes de Arte de Nueva York. Un año más tarde estudió en Inglaterra y Francia, con Raphaël Collin y otros. Tras su regreso a los Estados Unidos en 1896, estudió brevemente en la Academia de Pensilvania de las Bellas Artes antes de unirse a la famosa clase de ilustración de Howard Pyle en la Universidad Drexel. Tuvo un temprano éxito como ilustradora para revistas, incluyendo The Century Magazine, Collier's Weekly, St. Nicholas Magazine, y Woman's Home Companion. El estilo de sus ilustraciones y vitrales emulan a los pre-rafaelistas ingleses. El compromiso de Oakley con la estética victoriana durante el advenimiento del Modernismo disminuyó su reputación hacia la mitad del siglo XX.
Las creencias políticas de Oakley fueron moldeadas por el cuáquero William Penn (1644-1718), cuyos ideales representó en los murales del Capitolio de Pensilvania. Se comprometió con los principios cuáqueros de pacifismo, igualdad de las razas y sexos, justicia económica y social, y gobierno internacional. Cuando los Estados Unidos rechazaron unirse a la Liga de las Naciones después de la Gran Guerra, Oakley fue a Ginebra, Suiza, y pasó tres años realizando retratos a los delegados de la Liga, los cuales publicó en su portfolio "Law Triumphant" (Filadelfia, 1932). Fue una ferviente defensora del desarme nuclear.
Oakley fue criada en la Iglesia Episcopal pero en 1903 se volvió una devota estudiante de la Ciencia cristiana tras una curación significativa de asma mientras hacía estudios preparatorios para el primer conjunto de murales Harrisburg en Florencia, Italia. Fue miembro de la Segunda Iglesia de Cristo Científico en Filadelfia desde 1912, cuándo fue organizada, hasta su muerte en 1961.
Recibió muchos honores durante su vida, incluyendo el Doctorado Honorario de Leyes en 1948 del Drexel Institute. En 1905 fue la primera mujer en recibir la Medalla de Honor de Oro de la Academia de Pensilvania de Bellas Artes.

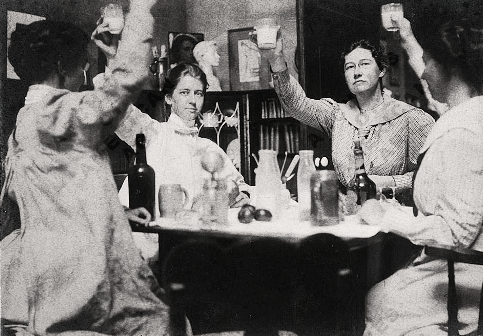
Violeta Oakley, Jessie Willcox Smith, Elizabeth Shippen Green, y Henrietta Couzens

Oakley y sus amigas, las artistas Elizabeth Shippen Green y Jessie Willcox Smith, todas antiguas alumnas de Pyle, fueron conocidas como las Red Rose Girls mientras vivían juntas en la Posada Rosa Roja en Villanova, Pensilvania, entre 1899 y 1901. Más tarde, junto con Henrietta Cozens, en una casa en el barrio Mt. Airy de Filadelfia que nombraron Cogslea por sus cuatro apellidos (Cozens, Oakley, Green y Smith). En 1996, Oakley fue elegida para la Sala de la Fama de la Sociedad de Ilustradores, la última de las Red Rose Girls en entrar pero solo una de diez mujeres en la sala. Cogslea fue añadida al Registro Nacional de Lugares Históricos en 1977 como el Estudio de Violeta Oakley.
  Su casa y estudio en Yonkers, Nueva York, donde residió intermitentemente entre 1912 y 1915, también está listado en el Registro Nacional de Sitios Históricos con el nombre de Plashbourne Estate.
Oakley fue miembro de The Plastic Club en Filadelfia, una organización que buscaba promover el "arte por el amor al arte". Otras miembros fueron Elenore Abbott, Jessie Willcox Smith, y Elizabeth Shippen Green. Muchas de las mujeres que fundaron la organización habían sido alumnas de Howard Pyle. Se fundó para proporcionar un medio de animarse profesionalmente entre sí y crear oportunidades de vender sus obras de arte.
El 14 de junio de 2014, Oakley fue incluida en el primer tour de temática gay del cementerio de Green-Wood de Brooklyn, Nueva York, donde fue enterrada en la parcela familiar Oakley, Sección 63, Parcela 14788.

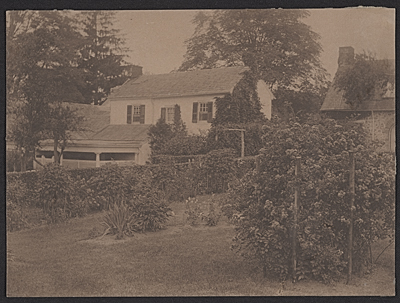
Posada de la Rosa Roja

## Obras
Oakley pintó una serie de 43 murales en el Capitolio de Pensilvania en Harrisburg para la Sala de Recepción de los Gobernadores, el Senado y la Corte Suprema. Originalmente se le encargó sólo los murales de la Sala de Recepción, que tituló "The Founding of the State of Liberty Spiritual". En los 14 murales Oakley representó la historia de William Penn y la fundación de Pensilvania.  Investigó mucho sobre el asunto, incluso viajando a Inglaterra.  La serie de murales fue descubierta en el nuevo Capitolio en noviembre de 1906, poco después de la inauguración del edificio. Cuando Edwin Austin Abbey murió en 1911, se le ofreció a Violet Oakley el trabajo de crear los murales para el Senado y los Cuartos de la Suprema Corte, un proyecto de 16 años.
Otros trabajos de Oakley incluyen:
- Dos murales y vitral para la Iglesia de Todos los Ángeles en Nueva York, si primera comisión, 1900
- Murales para la Corte de Cuyahoga County, Cleveland, Ohio, su único mural importante fuera de Pensilvania
- Tablero para el salón de la Casa del Alumnado en el Vassar College
- Dieciocho murales en The Building of the House of Wisdom y vitrales para la Charlton Yarnell House, 1910, en 17º y Locust Street en Filadelfia (murales removidos y agregados a la colección del Museo de Arte Woodmere)
- Murales Grandes mujeres grandes de la Biblia, First Presbyterian Church en Germantown, 1945–1949
- David y Goliath para la biblioteca en Springside Chestnut Hill Academy
- The Holy Experiment: A message to the World from Pennsylvania, publicado por la autora en una edición limitada de 500, 26 litografías del trabajo de Oakley en los murales del Senado, con texto escrito por ella misma.

## Galería

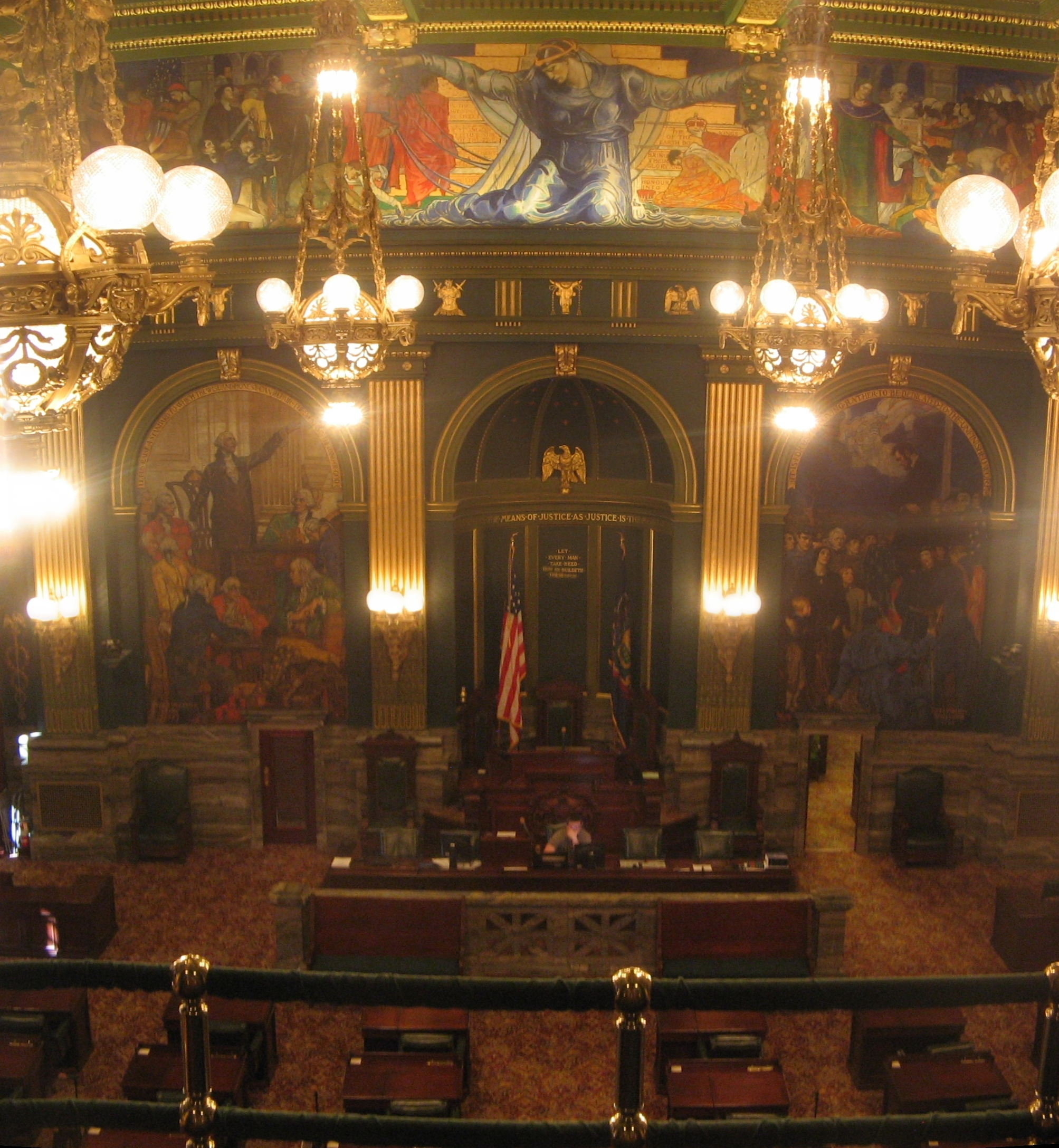
Mural en el Senado del Capitolio de Pensilvania.
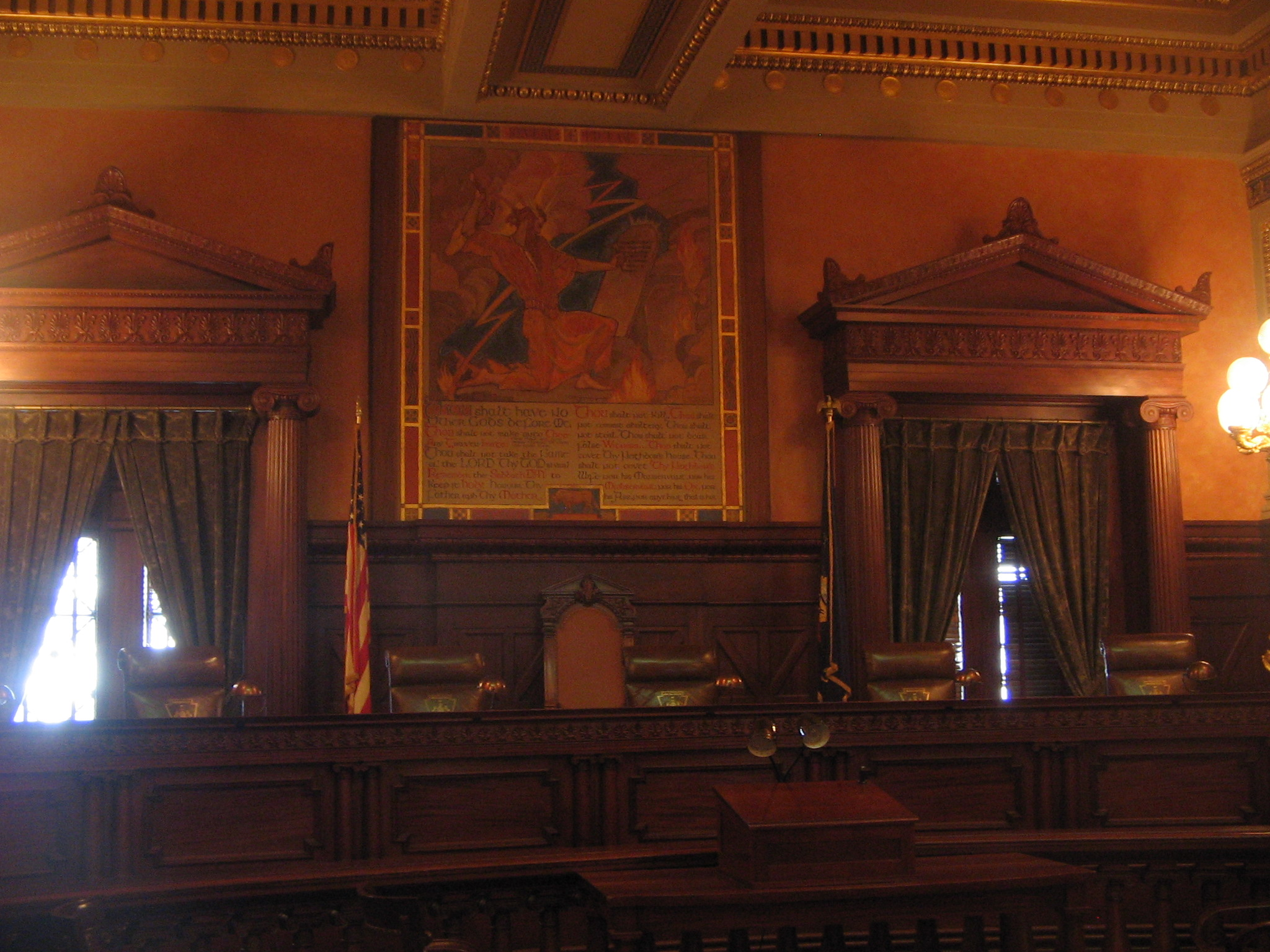
Tribunal supremo mural, Pensilvania Estatal Capitol.
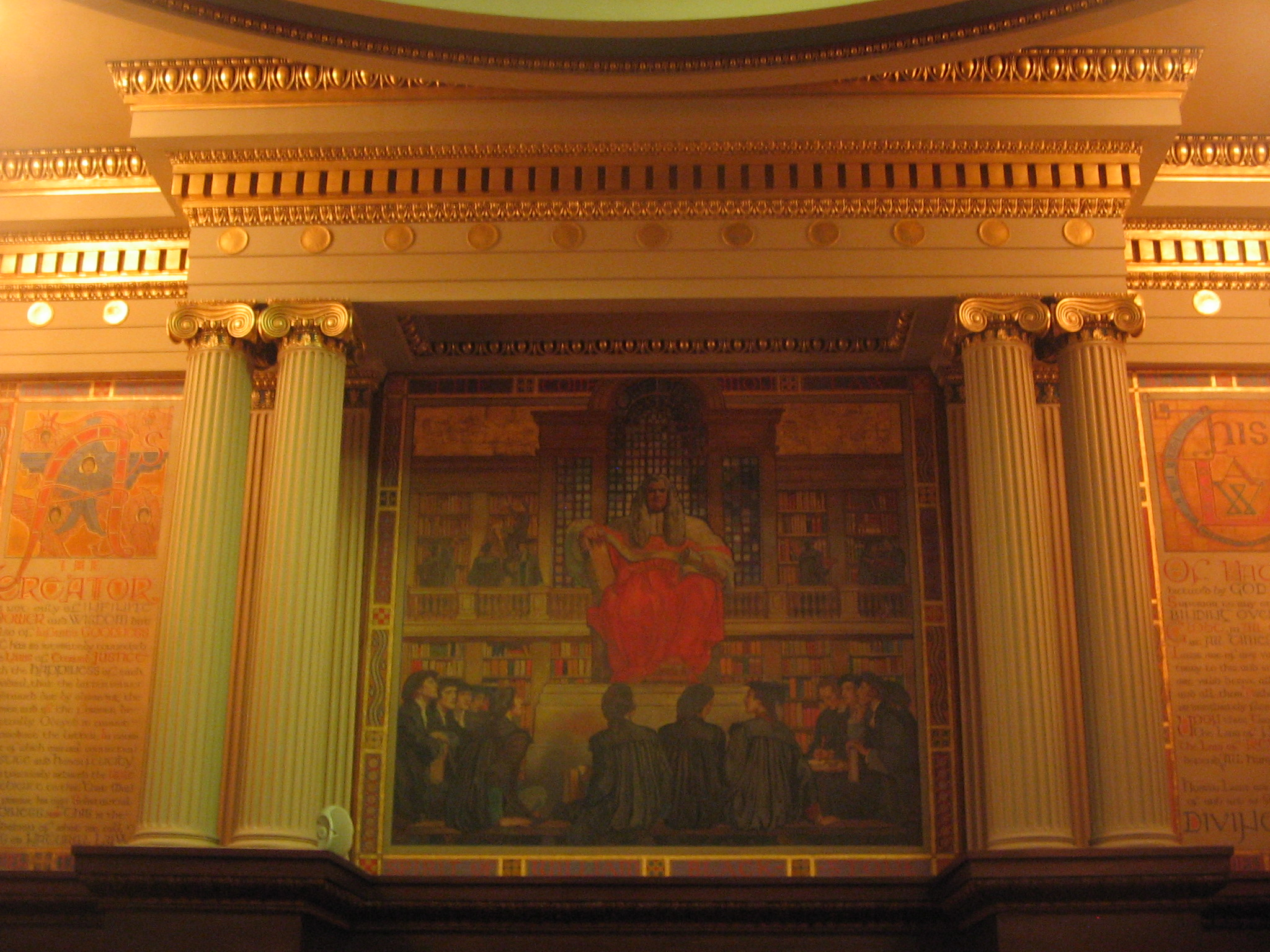
Tribunal supremo mural, Pensilvania Estatal Capitol.